# Camille Clifford

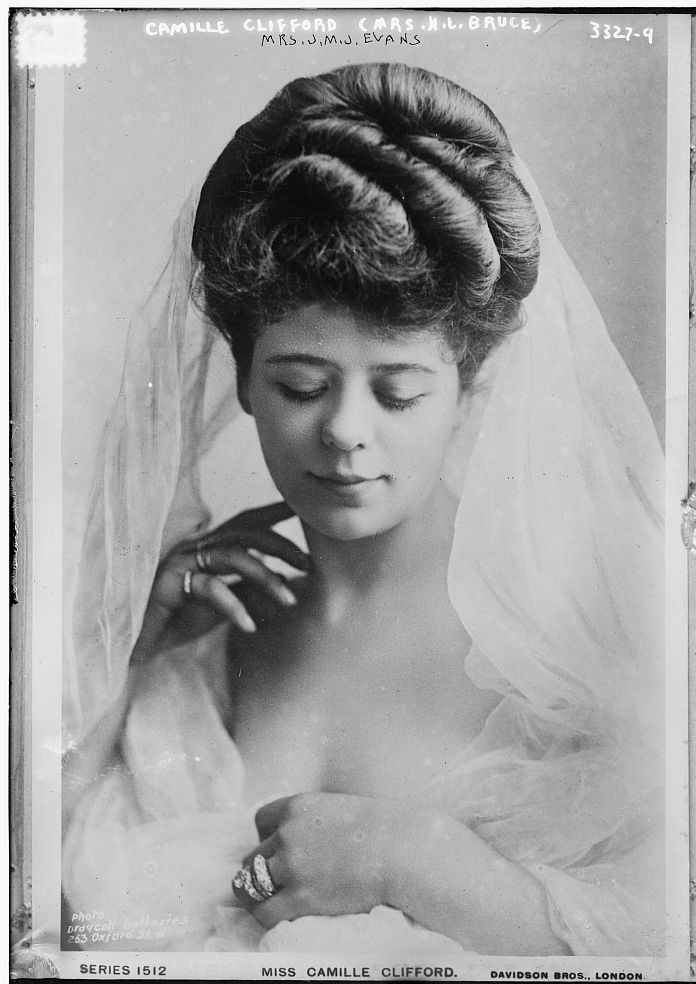
Camille Clifford in de jaren '10

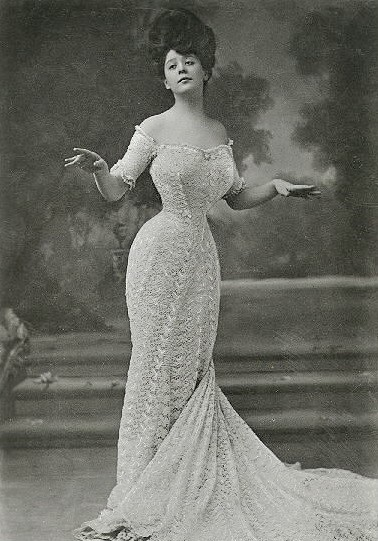
Camille Clifford rond 1906

Camilla Antoinette Clifford (Antwerpen, 29 juni 1885 – 28 juni 1971) was een Amerikaans-Brits model en theateractrice.

## Gibson Girl
Clifford groeide op in Scandinavië en de Verenigde Staten en maakte in 1902 haar debuut als danseres in New York. Ze won een wedstrijd van een tijdschrift om een jonge vrouw te vinden die het meest voldeed aan het ideaal van de Gibson Girl ("the lady who should be ... the most representative New York girl according to the famous Dana Gibson pattern") en daarmee een prijs van 2000 dollar. Dit leverde haar veel publiciteit op en werk als model. 
Met haar erg vrouwelijke figuur en haar wespentaille, haar weelderige haar dat ze opgestoken droeg, haar wipneus en haar elegante manier van kleden voldeed ze aan het ideaalbeeld van de moderne, jonge, Amerikaanse vrouw, zoals verbeeld in de tijdschriftillustraties van Charles Dana Gibson.

## Theater
In 1904 kreeg ze een (niet-pratende) rol als Gibson Girl in de musical Prince of Pilsen opgevoerd in Londen. In 1905 speelde ze in The Catch of the Season. In 1906 kreeg ze een grotere rol in het stuk The Belle of Mayfair, waarin ze wel een lied mocht vertolken. Ze werd niet geprezen om haar stem, maar wel om haar elegantie en haar mooie kleren. Ze verloofde zich met de Britse officier Henry Lyndhurst Bruce en kondigde haar afscheid van het theater aan. Dit afscheid stelde ze uit om nog een rol te kunnen vertolken in het stuk Why Do They Call Me a Gibson Girl?. Haar echtgenoot overleed in 1914 in de Eerste Wereldoorlog. Ze maakte in 1916 een korte rentree in het theater in het stuk The Girl of the Future, tot ze hertrouwde met de Britse officier John Meredyth Jones Evans en zich terugtrok op het Engelse platteland.